# Fodina reussiana
Fodina reussiana là một loài bướm đêm trong họ Noctuidae.